# برايان بلات
برايان بلات (بالهولندية: Brian Plat) هو لاعب كرة قدم هولندي، ولد في 5 أبريل 2000 في Volendam ‏ في هولندا.

## وصلات خارجية
- برايان بلات على موقع قاعدة بيانات كرة القدم.إي يو (الإنجليزية)
- برايان بلات على موقع Soccerway.com (الإنجليزية)
- برايان بلات على موقع عالم كرة القدم.نت (الإنجليزية)